# Colonna sonora di Hazbin Hotel
Hazbin Hotel: Original Soundtrack è la colonna sonora della serie animata statunitense del 2024 di Prime Video, Hazbin Hotel. Inizialmente rilasciata in tre parti (il 19 gennaio 2024 la prima parte, il 26 gennaio la seconda parte e il 1º febbraio la terza parte) è stata poi pubblicata completa il 2 febbraio, il giorno dopo l’uscita degli ultimi episodi della prima stagione.
Contiene le canzoni scritte e prodotte da Andrew Underberg e Sam Haft.

## Antefatti
Dopo il successo dell’episodio pilota distribuito nel 2019, la creatrice della serie Vivienne Medrano iniziò a lavorare alla produzione della serie in collaborazione con le aziende A24, Bento Box Entertainment e Amazon MGM Studios.

## Produzione
Dopo che nell'estate 2023 la produzione della serie è stata bloccata a causa dello sciopero della Writers Guild of America, conseguentemente sono stati bloccati il lavori di produzione della colonna sonora.
Il 27 novembre 2023, Amazon ha presentato Sam Haft dei The Living Tombstone e Andrew Underberg come compositori e produttori della prima stagione. Haft aveva già lavorato con Vivienne Medrano alla musica per il pilot di Hazbin Hotel e alla colonna sonora di Helluva Boss. Contemporaneamente è stato anche annunciato il cast della serie, con Erika Henningsen nei panni di Charlie Stella del Mattino, Jeremy Jordan nei panni di Lucifero Stella del Mattino, Stephanie Beatriz nei panni di Vaggie e Alex Brightman nei panni di Adamo e Sir Pentious.

## Pubblicazione e promozione
Prima dell'uscita serie sono stati pubblicati due singoli promozionali, Happy Day in Hell il 20 ottobre 2023, mandato in anteprima al New York Comic Con, e Poison il 5 gennaio 2024. Entrambe le canzoni sono state eseguite davanti al pubblico dal vivo durante la première dei primi quattro episodi, con Medrano che ha pubblicato entrambe le esibizioni sul suo canale YouTube il 17 gennaio 2024.
Dopo l'uscita dei primi quattro episodi il 19 gennaio, A24 Music e Prime Video hanno pubblicato un'extended play intitolato Hazbin Hotel Original Soundtrack (Part 1). Il 26 gennaio è stata pubblicata la seconda parte, incluse altre quattro canzoni. La parte finale è stata rilasciata invece il 1º febbraio, includendo le canzoni degli ultimi due episodi della prima stagione. Il giorno dopo è stato pubblicato l'album completo della colonna sonora, comprendente tutte le sedici canzoni della stagione.

## Accoglienza
| Recensione          | Giudizio |
| ------------------- | -------- |
| Album of the Year   | 66/100   |
| AllMusic            |          |
| AllMusic (1ª parte) |          |
| AllMusic (2ª parte) |          |

La colonna sonora, così come la serie, ha ricevuto giudizi positivi da parte della critica.
Marcy Donelson di AllMusic ha dato un giudizio abbastanza positivo della serie, definendo le canzoni «volgari» ma «vivaci», inframezzate da «momenti di serietà». Gustav di Album of the Year ha invece apprezzato le canzoni della serie, trovando come nota negativa i modi in cui venivano implementate nell'azione della serie, che sembravano «forzate e stravaganti».

## Tracce

### Hazbin Hotel: Official Soundtrack
Singoli
Testi e musiche di Andrew Underberg e Sam Haft.
1. Erika Henningsen, Stephanie Beatriz, Mick Lauer, Keith David e Blake Roman – Happy Day in Hell[2] – 2:57
2. Blake Roman – Poison[23] – 2:07

Durata totale: 5:04
Hazbin Hotel Original Soundtrack (Part 1)
Testi e musiche di Andrew Underberg e Sam Haft.
1. Alex Brightman e Erika Henningsen – Hell is Forever – 2:20
2. Christian Borle e Amir Talai – Stayed Gone – 3:00
3. Erika Henningsen, Alex Brightman Blake Roman e Stephanie Beatriz – It Starts with Sorry – 1:30
4. Daphne Rubin-Vega, James Monroe Iglehart e Stephanie Beatriz – Whatever It Takes – 2:57
5. Daphne Rubin-Vega, Lilli Cooper e James Monroe Iglehart – Respectless – 1:35
6. Keith David e Blake Roman – Loser, Baby – 2:55

Durata totale: 14:17
Hazbin Hotel Original Soundtrack (Part 2)
Testi e musiche di Andrew Underberg e Sam Haft.
1. Jeremy Jordan, Amir Talai, Kimiko Glenn e Sarah Stiles – Hell's Greatest Dad – 2:13
2. Jeremy Jordan e Erika Henningsen – More Than Anything – 3:13
3. Darren Criss, Shoba Narayan e Patina Miller – Welcome to Heaven – 1:00
4. Shoba Narayan, Patina Miller, Erika Henningsen, Jessica Vosk, Alex Brightman e Stephanie Beatriz – You Didn't Know – 3:08

Durata totale: 9:34
Hazbin Hotel Original Soundtrack (Part 3)
Testi e musiche di Andrew Underberg e Sam Haft.
1. Daphne Rubin-Vega – Out for Love – 1:30
2. Erika Henningsen, Leslie Kritzer e Amir Talai – Ready for This – 3:23
3. Stephanie Beatriz e Erika Henningsen – More Than Anything (Reprise) – 1:00
4. Erika Henningsen, Jeremy Jordan, Stephanie Beatriz, Amir Talai, Blake Roman, Keith David, Kimiko Glenn, Christian Borle e Joel Perez – Finale – 3:08

Durata totale: 9:01

### Colonna sonora italiana
Testi di Rossa Caputo, musiche di Andrew Underberg e Sam Haft.
1. Rossa Caputo, Giulia Franceschetti, Neri Marcoré e Riccardo Suarez – All'Inferno ci sarà felicità (Happy Day in Hell) – 2:57
2. Gabriele Patriarca e Rossa Caputo – L'Inferno è per sempre (Hell is Forever) – 2:20
3. Riccardo Suarez – Veleno (Poison) – 2:07
4. Nanni Baldini e Oreste Baldini – Ti pentirai (Stayed Gone) – 3:00
5. Rossa Caputo, Edoardo Stoppacciaro, Riccardo Suarez e Giulia Franceschetti – Se chiedi scusa (It Starts with Sorry) – 1:30
6. Flavia Astolfi, Marco Manca e Giulia Franceschetti – Di tutto farei (Whatever It Takes) – 2:57
7. Flavia Astolfi, Marco Manca e Margherita De Risi – Non vi mostro rispetto (Respectless) – 1:35
8. Neri Marcoré e Riccardo Suarez – Fai schifo, baby (Loser, Baby) – 2:55
9. Fabrizio Vidale, Nanni Baldini, Sara Ciocca e Barbara Castracane – Il papà migliore dell'Inferno (Hell's Greatest Dad) – 2:13
10. Fabrizio Vidale e Rossa Caputo – Tutto per me (More Than Anything) – 3:13
11. Alex Polidori, Emanuela Ionica e Domitilla D'Amico – Vi accolgo in Paradiso (Welcome to Heaven) – 1:00
12. Domitilla D'Amico, Emanuela Ionica, Rossa Caputo, Valentina Favazza, Gabriele Patriarca e Giulia Franceschetti – Quindi non sai (You Didn't Know) – 3:08
13. Flavia Astolfi – È l'amore (Out for Love) – 1:30
14. Rossa Caputo, Nanni Baldini e Ilaria Latini – Sono pronta (Ready for this) – 3:23
15. Giulia Franceschetti e Rossa Caputo – Tutto per me (Ripresa) (More Than Anything (Reprise)) – 1:00
16. Rossa Caputo, Fabrizio Vidale, Giulia Franceschetti, Nanni Baldini, Oreste Baldini, Riccardo Suarez, Neri Marcoré, Sara Ciocca e Giorgio Borghetti – Finale (Finale) – 3:08

Durata totale: 37:56

## Classifiche

### Classifiche settimanali
Hazbin Hotel (Original Soundtrack)
| Classifica (2024)                   | Posizione massima |
| ----------------------------------- | ----------------- |
| Austria                             | 67                |
| Belgio (Fiandre)                    | 30                |
| Belgio (Vallonia)                   | 44                |
| Canada                              | 14                |
| Danimarca                           | 29                |
| Finlandia                           | 34                |
| Giappone                            | 6                 |
| Italia                              | 59                |
| Lituania                            | 22                |
| Norvegia                            | 17                |
| Nuova Zelanda                       | 6                 |
| Paesi Bassi                         | 21                |
| Portogallo                          | 126               |
| Regno Unito (UK Compilation Albums) | 1                 |
| Regno Unito (UK Album Downloads)    | 9                 |
| Regno Unito (UK Soundtrack Album)   | 4                 |
| Spagna                              | 54                |
| Stati Uniti                         | 13                |
| Stati Uniti (US Soundtrack Album)   | 1                 |
| Svezia                              | 44                |
| Svizzera                            | 36                |
| Ungheria                            | 21                |

Hazbin Hotel Original Soundtrack (Pt. 1)
| Classifica (2024)                 | Posizione massima |
| --------------------------------- | ----------------- |
| Canada                            | 84                |
| Giappone                          | 15                |
| Lituania                          | 29                |
| Polonia                           | 37                |
| Regno Unito (UK Album Downloads)  | 11                |
| Regno Unito (UK Soundtrack Album) | 9                 |
| Stati Uniti                       | 95                |
| Stati Uniti (US Soundtrack Album) | 3                 |

Hazbin Hotel Original Soundtrack (Pt. 2)
| Classifica (2024)                 | Posizione massima |
| --------------------------------- | ----------------- |
| Giappone                          | 12                |
| Stati Uniti                       | 189               |
| Stati Uniti (US Soundtrack Album) | 5                 |

Hazbin Hotel Original Soundtrack (Pt. 3)
| Classifica (2024) | Posizione massima |
| ----------------- | ----------------- |
| Giappone          | 13                |

## Riconoscimenti
- 2024 – Billboard Music Awards[55]
  - Candidatura alla miglior colonna sonora